# تاريخ وارسو

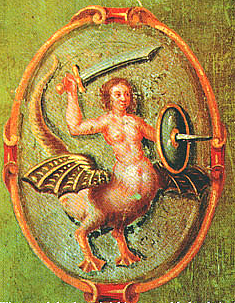
1659 صورة وارسو صفارة الإنذار

يمتد تاريخ وارسو إلى أكثر من 1400 عام. في ذلك الوقت، تطورت المدينة من مجموعة من القرى إلى عاصمة أوروبية كبرى، وهي الكومنولث البولندي اللتواني - وتحت رعاية ملوكها، ومركز للتنوير والتسامح غير المعروف. تشكل المستوطنات المحصنة التي تأسست في القرن التاسع قلب المدينة، في مدينة وارسو القديمة اليوم.
كان للمدينة تاريخ صاخب بشكل خاص لمدينة أوروبية. لقد واجهت العديد من الأوبئة والغزوات والحرائق المدمرة. تشمل الأحداث الأكثر تدميراً الطوفان، الحرب الشمالية العظمى (1702، 1704، 1705)، حرب الخلافة البولندية، انتفاضة وارسو (1944)، معركة براغا ومذبحة سكان براغا، انتفاضة نوفمبر، انتفاضة يناير، الحرب العالمية الأولى، حصار وارسو (1939) والقصف الجوي - وانتفاضة حي اليهود في وارسو، انتفاضة وارسو (وبعد ذلك دمر المحتلون الألمان المدينة).

## التاريخ

### التاريخ المبكر

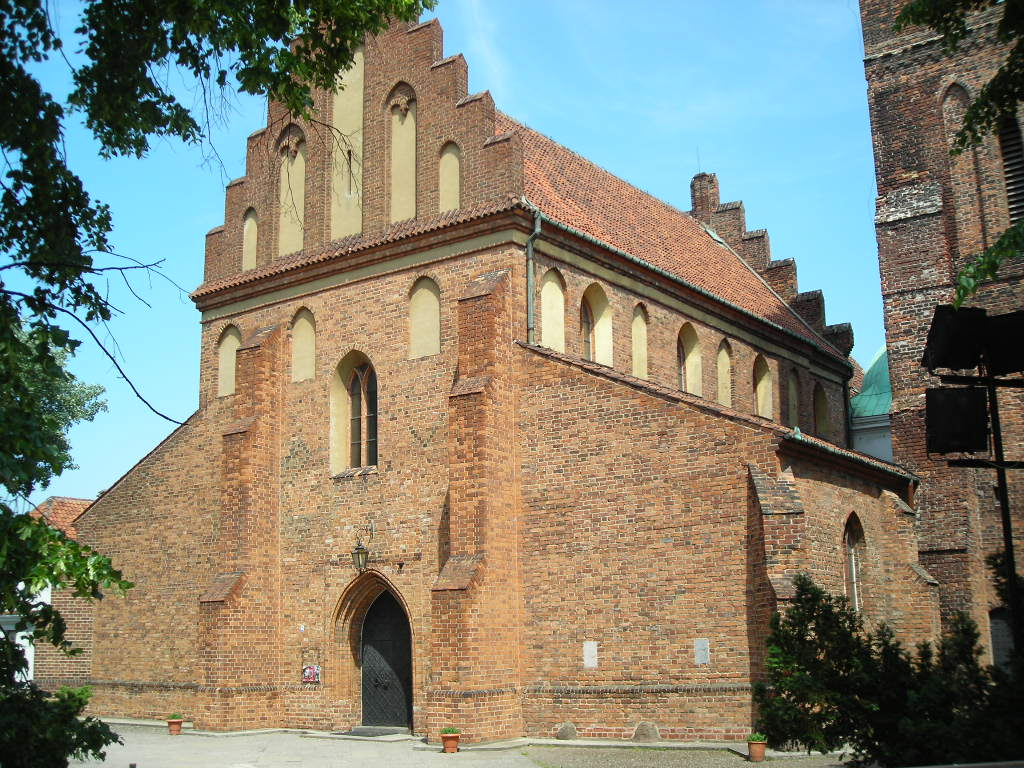
1411 كنيسة ماري في مدينة وارسو الجديدة

أول المستوطنات المحصنة على موقع وارسو الحالي كانت برودنو (في القرن التاسع/العاشر) وJazdów (في القرن 13/12). وبعد أن أقتحمت Jazdów، تم إنشاء مستوطنة جديدة مماثلة في موقع قرية صيد صغيرة تسمى وارسو. أنشأ الأمير بلوك بولسو الثاني مسفيا هذه المستوطنة، في وارسو الحديثة، حوالي عام 1300. في بداية القرن 14 أصبحت واحدة من المقاعد للدوقات مسفيا، لتصبح عاصمة مسفيا عام 1413. استند اقتصاد وارسو في القرن 14 على الحرف والتجارة. وبناء على الانقراض من خط الدوقية المحلية، أعيدت الدوقية إلى ولي العهد البولندية في عام 1526.

### القرن 16 و18

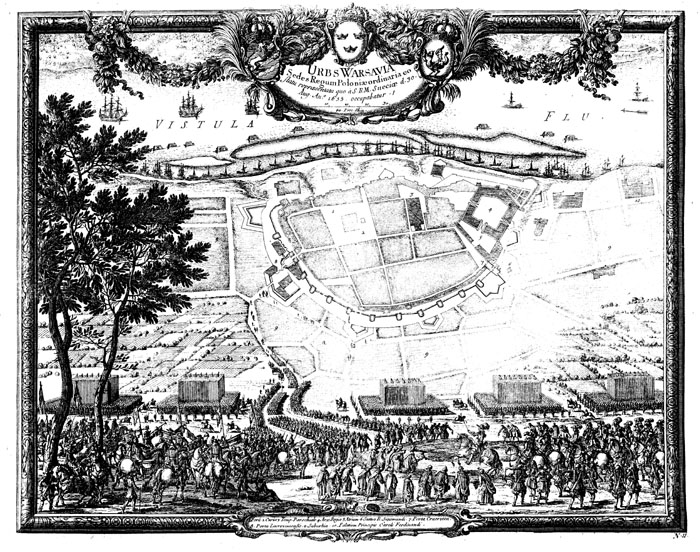
معركة وارسو 1656

في عام 1529 أصبحت وارسو لأول مرة مقر مجلس النواب العام، بشكل دائم من 1569. في 1573 في المدينة أعطت اسمها إلى الاتحاد الكونفدرالي وارسو، وانشئت رسميًا الحرية الدينية في الكومنولث البولندي الليتواني. نظرًا لموقعها المركزي بين عواصم دول الكومنولث في كراكوف وفيلنيوس وأصبحت وارسو عاصمة للكومنولث، وولي العهد البولندية، في 1596، عندما نقل الملك سيغيسموند الثالث فاسا المحكمة من كراكوف إلى وارسو.
في السنوات التالية توسعت البلدة بإتجاه الضواحي. وأنشئت عدة دوائر مستقلة خاصة، ملكا للأرستقراطيين والنبلاء، والتي كانت تحكمها قوانينها الخاصة. ثلاث مرات بين عامي 1655-1658 كانت المدينة تحت الحصار، ونهبت من قبل القوات السويدية وبراندينبورغان "Brandenburgian" وترانسيلفانيا.
في 1700، اندلعت حرب الشمال العظمى. حوصرت المدينة عدة مرات واضطرت إلى دفع الاشتراكات الثقيلة. تحولت وارسو إلى مدينة رئيسية وعاصمة في وقت مبكر.
ستنيسو أغسطس بونياتوفسكي، الذي أعيد تصميمه المناطق الداخلية من القلعة الملكية في وارسو، كما عمل على تحويل وارسو مركزا للثقافة والفنون. وحصلت وارسو على اسم باريس الشرق.

### القرن 19 و20

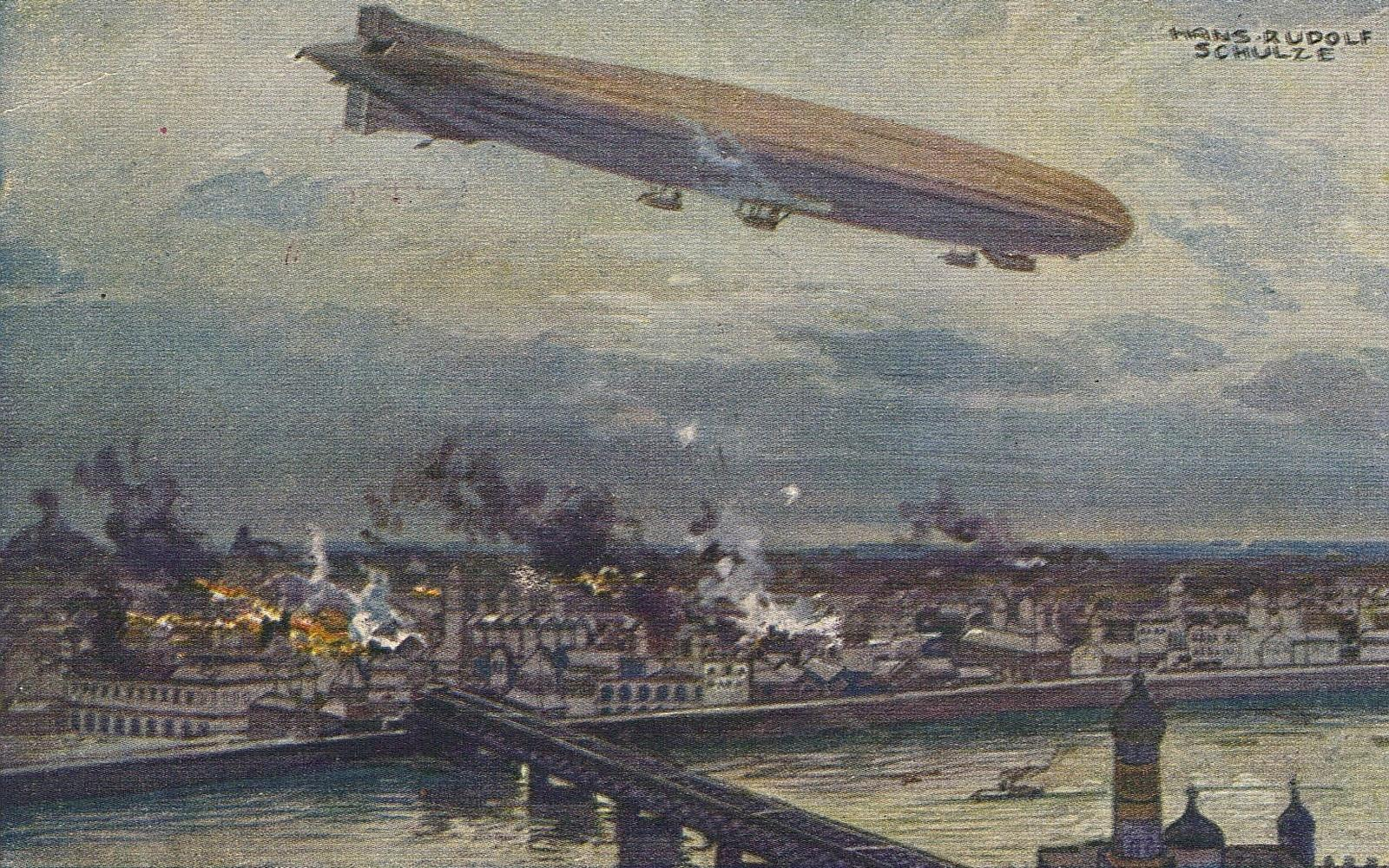
سفينة هوائية ألمانية SL2 قصف وارسو عام 1914

بقيت وارسو عاصمة الكومنولث البولندي الليتواني حتى 1795، عندما تم ضمها من قبل المملكة بروسيا لتصبح عاصمة إقليم جنوب بروسيا. تحررت من قبل جيش نابليون الأول في 1806، أصبحت وارسو عاصمة دوقية وارسو. وبعد مؤتمر فيينا عام 1815، أصبحت وارسو وسط الكونغرس ونظام ملكي دستوري في بولندا في ظل اتحاد شخصي مع الإمبراطورية الروسية. تأسست الجامعة الملكية وارسو في 1816.
سجل تعداد الإمبراطورية الروسية عام 1897، بلغ تعداد سكان وارسو 626,000 نسمة، مما يجعلها ثالث أكبر مدينة في الإمبراطورية الروسية بعد سانت بطرسبورغ وموسكو.
احتل وارسو من ألمانيا بتاريخ 4 أغسطس 1915 حتى عام 1918. أصبحت بعد ذلك عاصمة بولندا المستقلة حديثًا في عام 1918. في سياق الحرب البولندية السوفيتية عام 1920، وخاضت معركة وارسو في الضواحي الشرقية للمدينة وتم الدفاع عن العاصمة بنجاح، وهزم الجيش الأحمر. أوقفت بولندا بنفسها وطأة الجيش الأحمر، وهزم فكرة «تصدير الثورة».

### الحرب العالمية الثانية

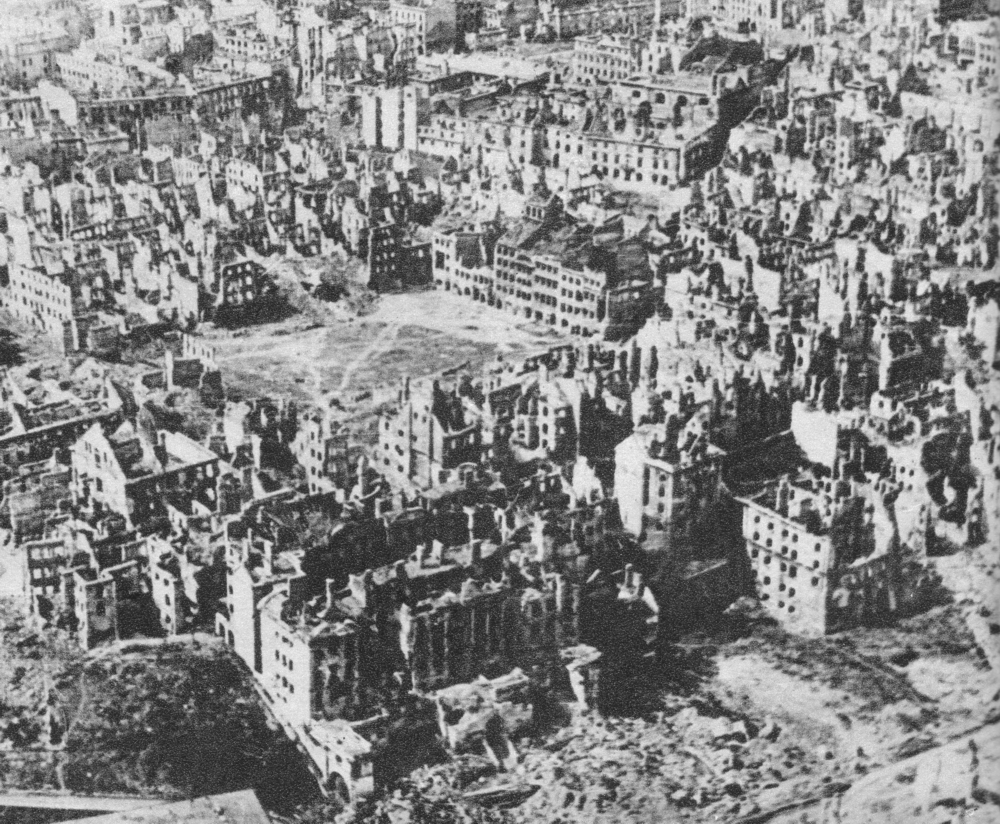
البحر من تحت الانقاض ثمانية من كل 10 مباني في وارسو تعرضت للتدمير بحلول نهاية الحرب العالمية الثانية. في الوسط يسارًا يمكن رؤية أنقاض المدينة القديمة مكان «ساحة سوق البلدة القديمة».

خلال الحرب العالمية الثانية، بولندا الوسطى، بما في ذلك وارسو، بقيت تحت سيادة الحكومة العامة والإدارة الاستعمارية الألمانية النازية. وأغلقت على الفور جميع مؤسسات التعليم العالي وعدد السكان اليهودي وارسو-عدة مئات من الآلاف، حوالي 30٪ من المدينة-. تم جمعهم في وارسو غيتو  عندما أمر جاء للقضاء على الحي اليهودي كجزء من «الحل الأخير» لهتلر في 19 نيسان 1943، قاموا المقاتلون اليهود بثورة وارسو غيتو. على الرغم من تفوق الجيش عليهم بشكل كبير من حيث العدد، استمرت في غيتو ما يقارب الشهر. وعندما انتهى القتال، تقريبًا تم ذبح جميع الناجين، وعدد قليل فقط تمكنوا من الفرار أو الاختفاء.
بحلول شهر يوليو عام 1944، كان الجيش الأحمر في عمق الأراضي البولندية ولاحقت الألمان نحو وارسو. مع العلم أن ستالين كان معاديا لفكرة بولندا المستقلة، الحكومة البولندية في المنفى في لندن أعطى أوامره إلى الجيش (AK) في محاولة للسيطرة على وارسو من الألمان قبل الجيش الأحمر. وهكذا، في 1 أغسطس 1944، بدأت انتفاضة وارسو والجيش الأحمر بالاقتراب من المدينة. والكفاح المسلح، يعتزم خلال 48 ساعة الماضية والذي استمر لمدة 63 يومًا. وقدم ستالين أوامر لقواته إلى الانتظار خارج وارسو. وفي النهاية إجبروا مقاتلوا جيش الوطن والمدنيين الذين قدموا المساعدة على الاستسلام. وتم نقلهم إلى معسكرات أسرى الحرب في ألمانيا، في حين تم طرد جميع السكان المدنيين. ويقدر عدد القتلى المدنيين البولنديون ما بين 150,000 و 200,000.
في 17 يناير 1945 - بعد بداية هجوم فيستولا - الأودر للجيش الأحمر - دخلت القوات السوفيتية على بقايا وارسو وحررت ضواحي وارسو من الاحتلال الألماني. واتخذت المدينة بسرعة من قبل الجيش السوفياتي، الذي تقدم بسرعة نحو وودج، والقوات الألمانية أعادوا تنظيم صفوفهم في موقف أكثر نحو الغرب.

### العصر الحديث
في عام 1945، بعد التفجيرات والثورات والقتال، كان الهدم قد توقف، جزء كبير من وارسو كان منهارًا.
بعد الحرب، في ظل النظام الشيوعي الذي أنشأه السوفييت، تم إقامة الكثير من المشاريع السكنية في وارسو وذلك لمعالجة النقص في المساكن، جنبًا إلى جنب مع المباني التقليدية الأخرى لمدينة الكتلة الشرقية، مثل قصر الثقافة والعلوم. استأنفت المدينة دورها كعاصمة لبولندا ومركز البلاد من الناحية السياسية والاقتصادية. تم استعادة العديد من الشوارع التاريخية والمباني والكنائس إلى شكلها الأصلي. في الثمانيات، أدرجت مدينة وارسو القديمة التاريخية على قائمة اليونسكو للتراث العالمي.
في عام 1995، افتتح مترو وارسو. مع دخول بولندا إلى الاتحاد الأوروبي في عام 2004، تشهد وارسو حاليًا أكبر ازدهار اقتصادي في تاريخها. ومن المقرر أن تكون المباراة الافتتاحية لكأس الأمم الأوروبية عام 2012 في وارسو.

## الصور التاريخية

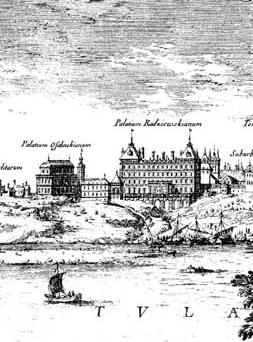
قصر أوسوليسكي وقصر كازانوفسكي  [لغات أخرى]‏ في عام 1656
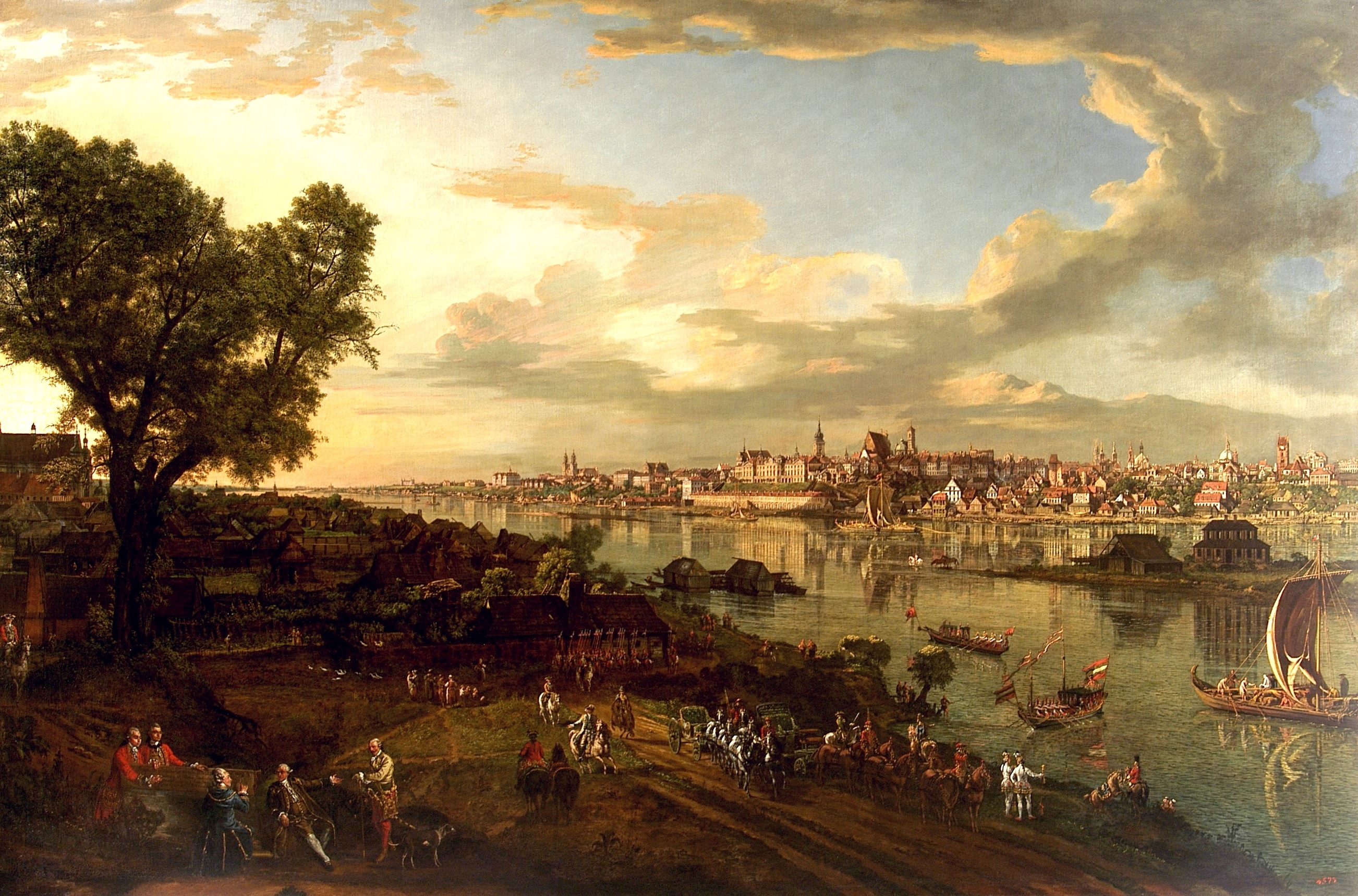
منظر لوارسو من براغا عام 1770
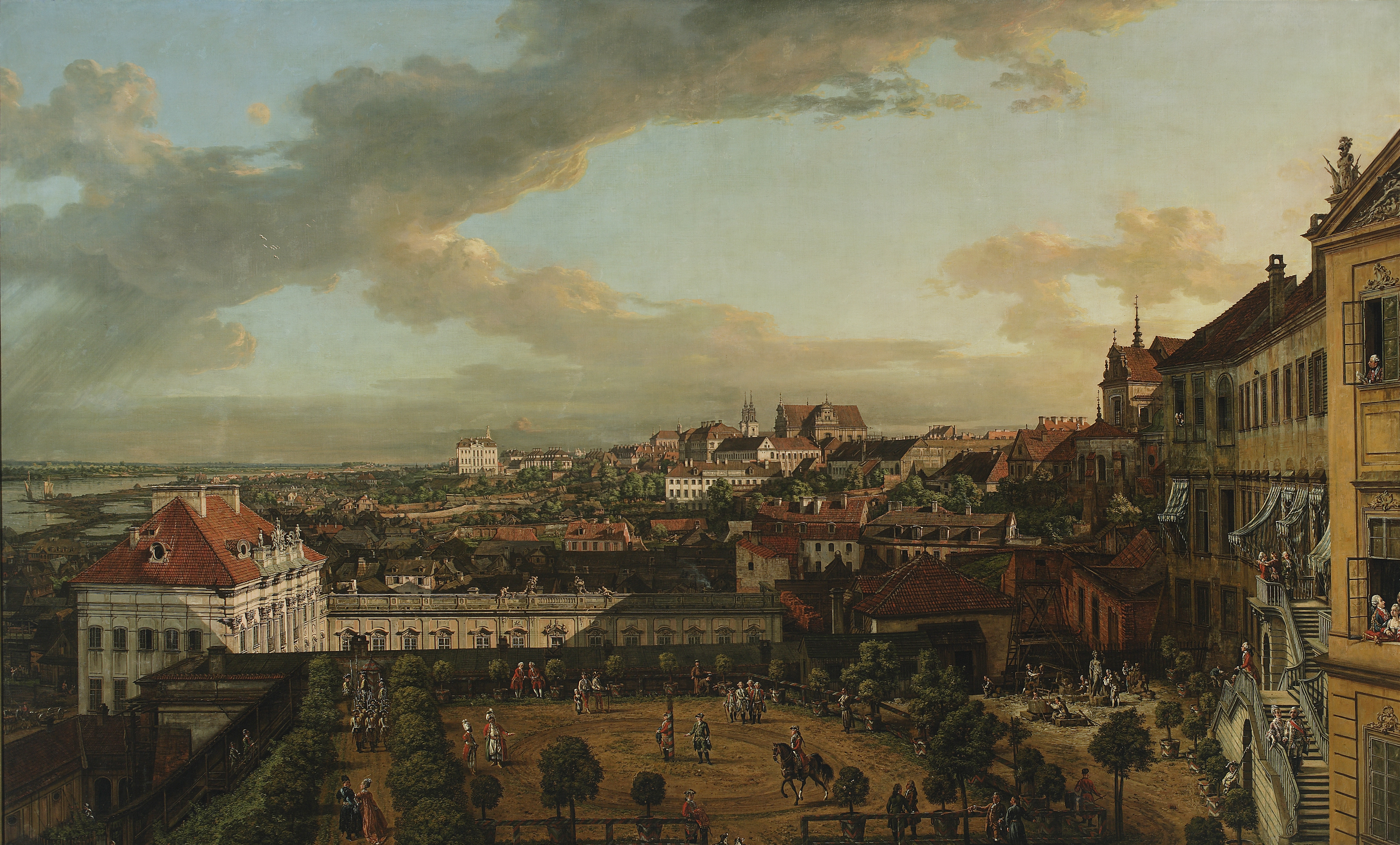
منظر لوارسو من القلعة الملكية عام 1773
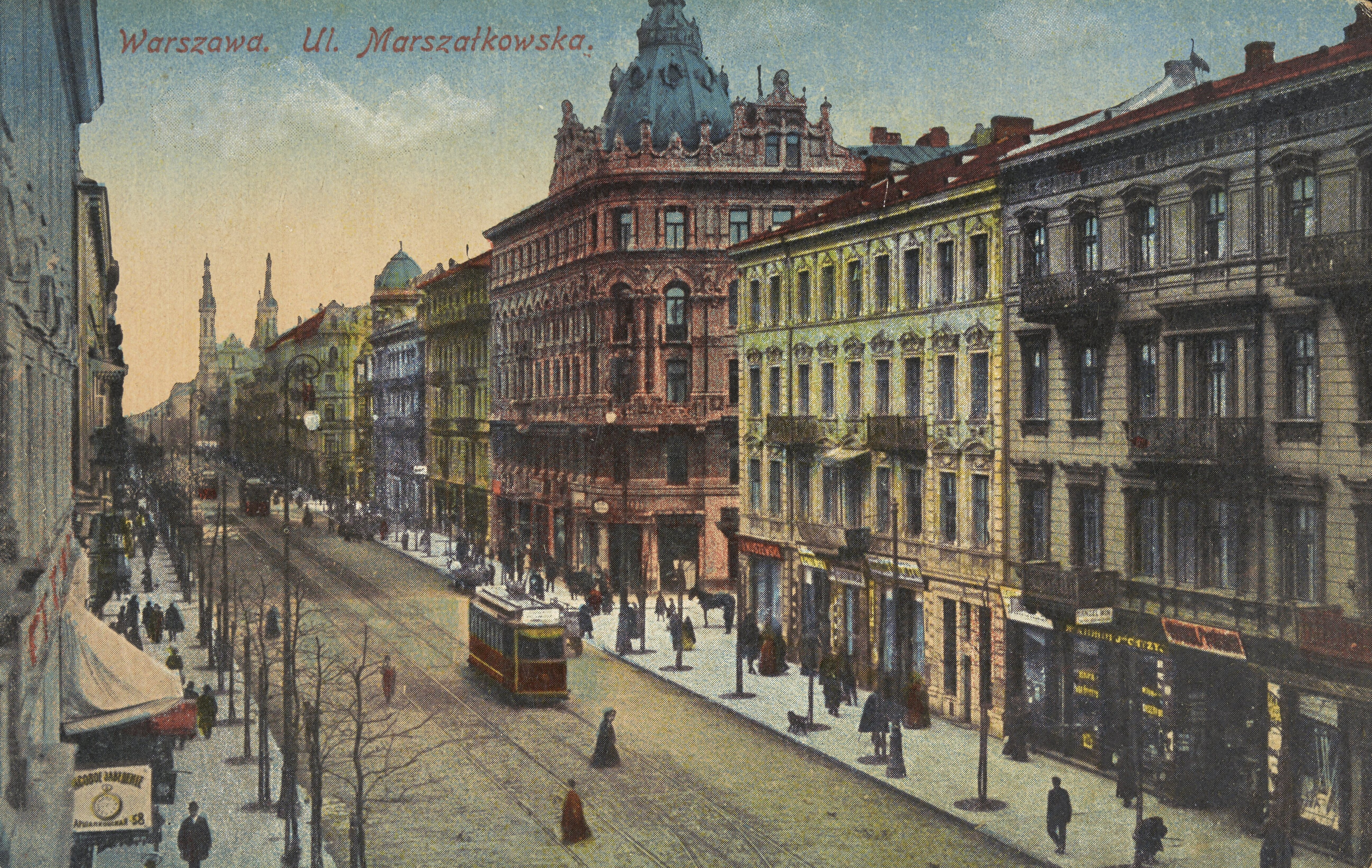
شارع Marszałkowska  [لغات أخرى]‏ في عام 1912
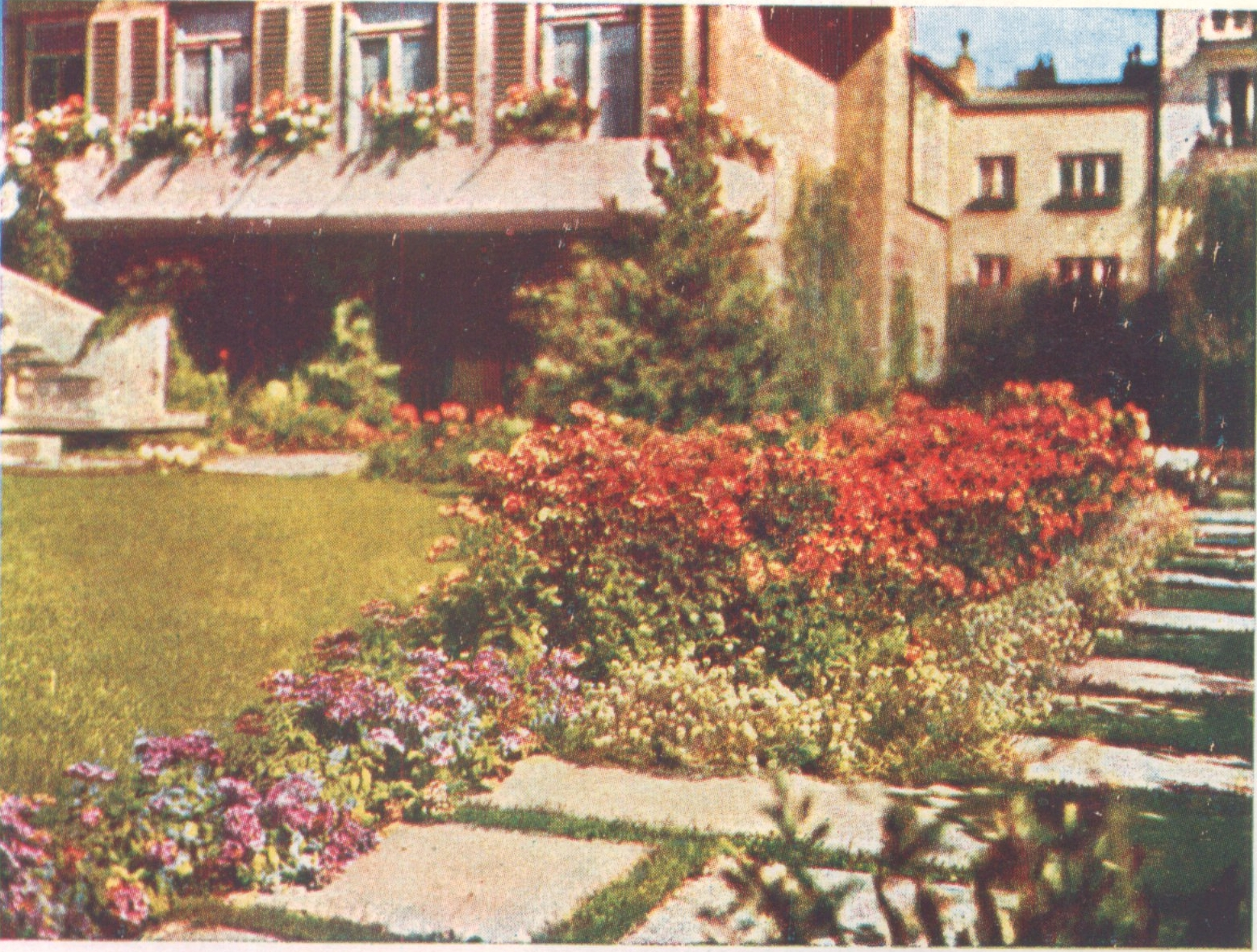
وارسو 1937
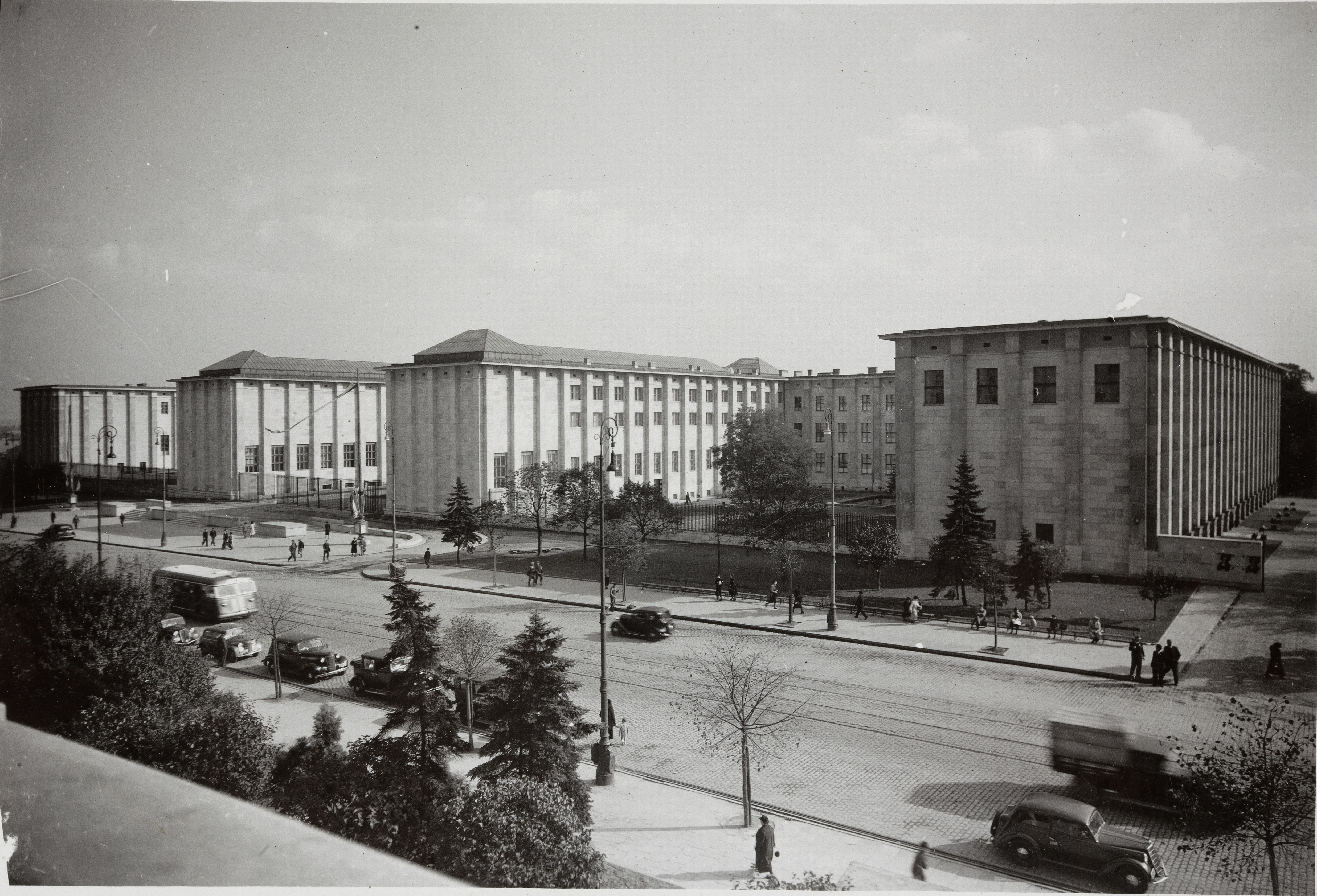
المتحف الوطني في وارسو 1938
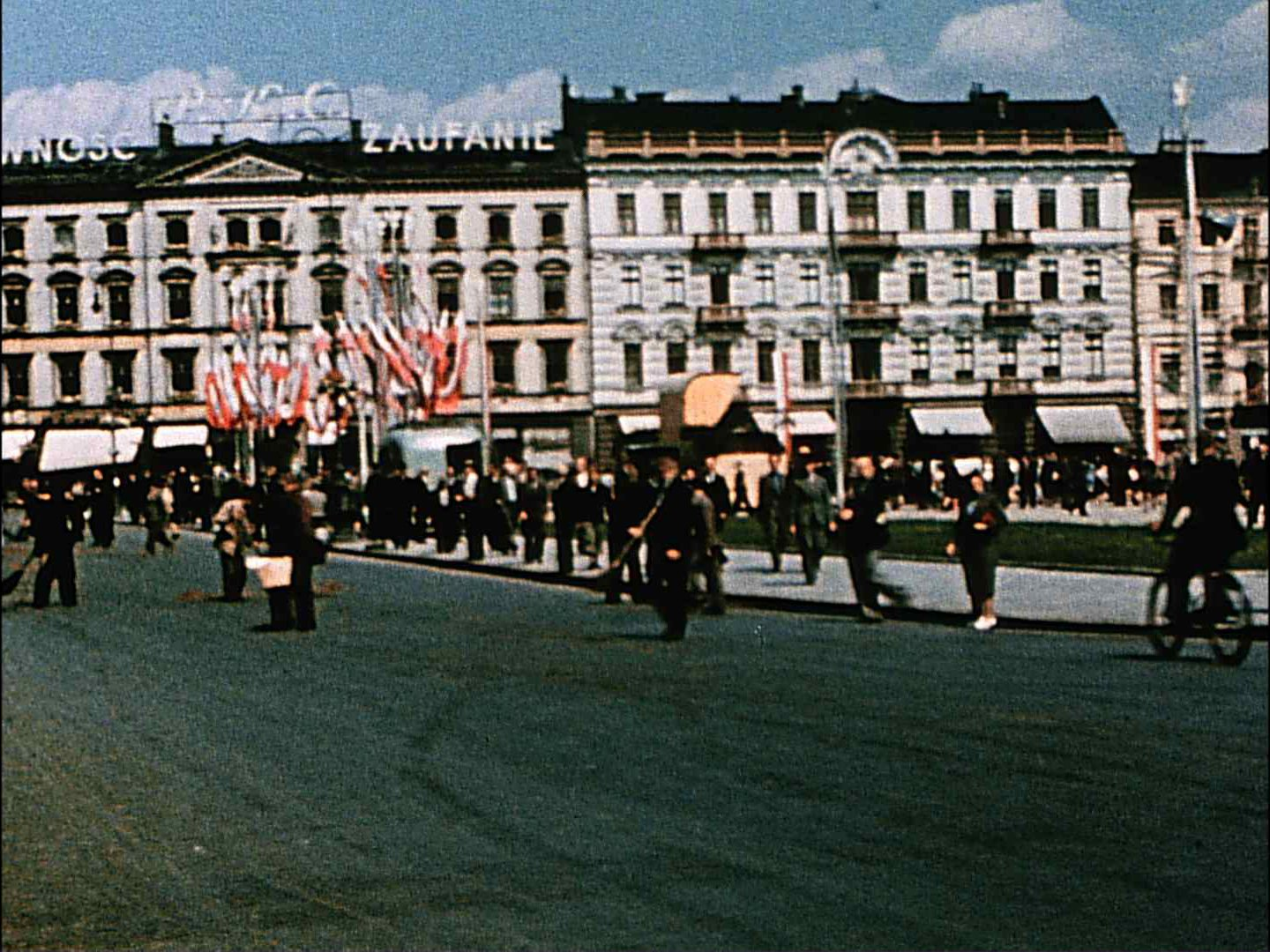
ساحة Piłsudski في وارسو 1939
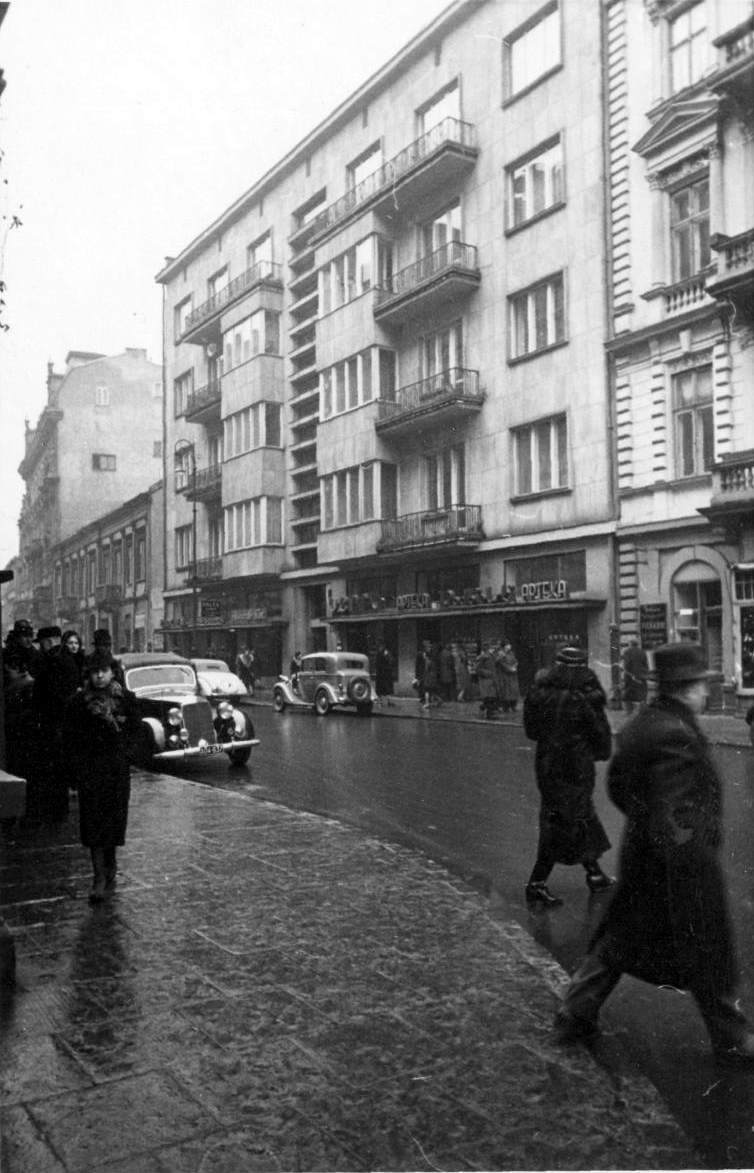
وارسو 1939
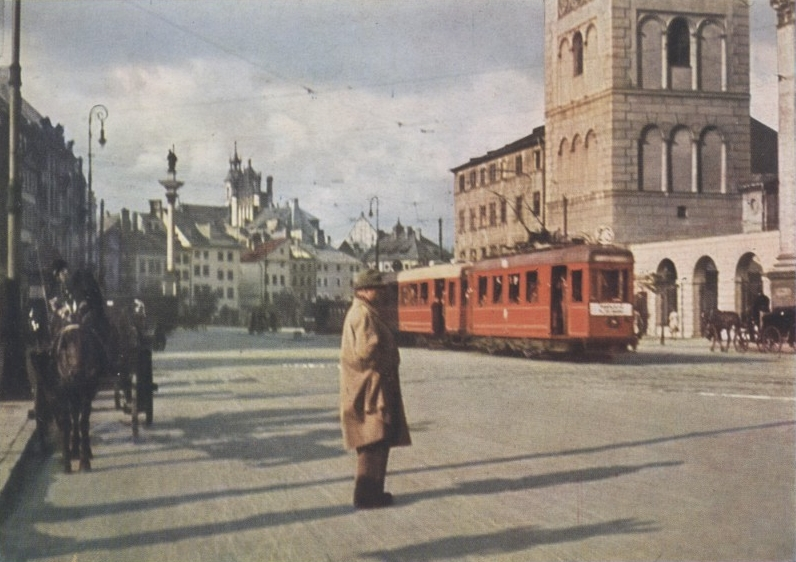
وارسو 1939
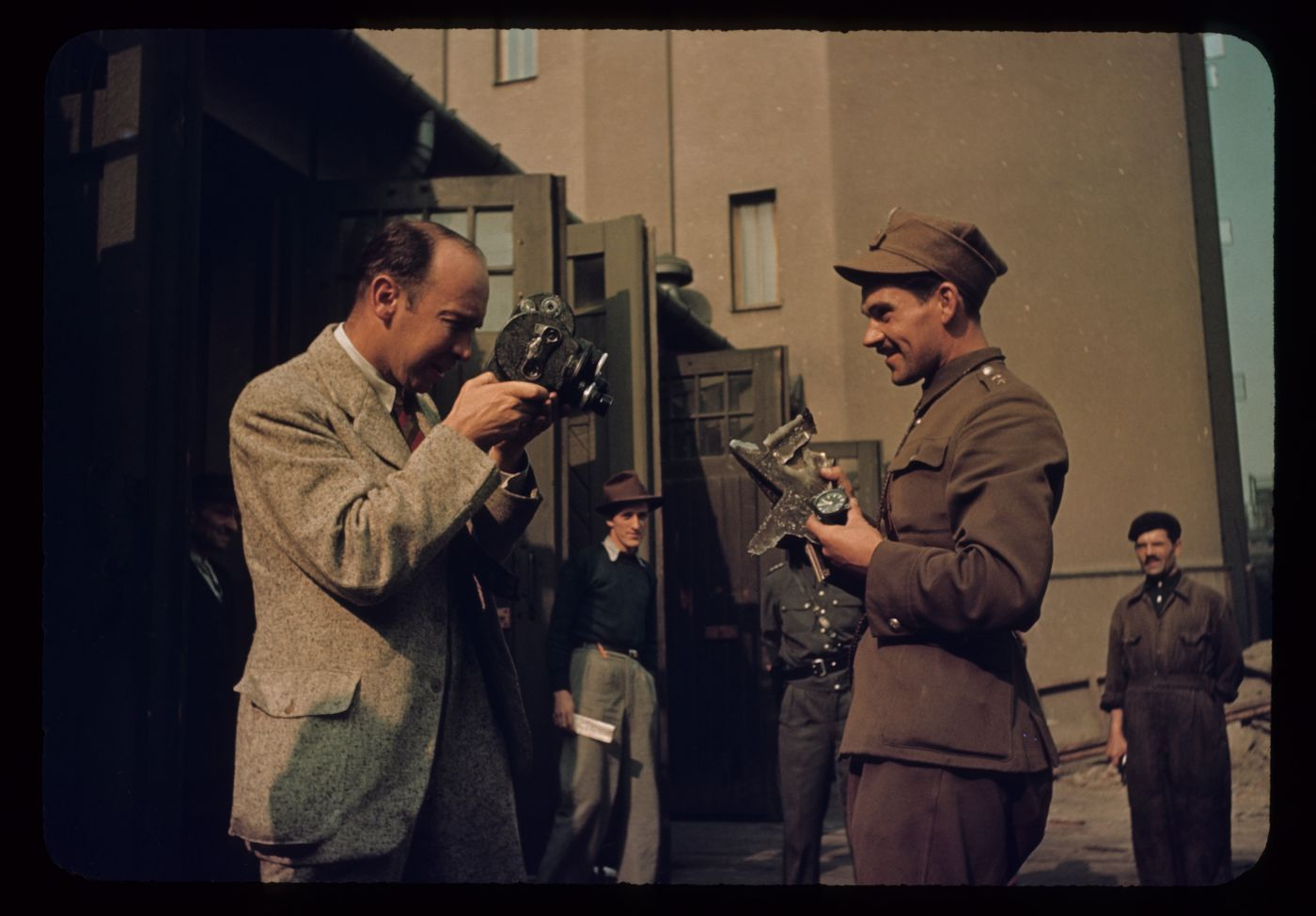
الجيش البولندي يدافع عن وارسو 1939
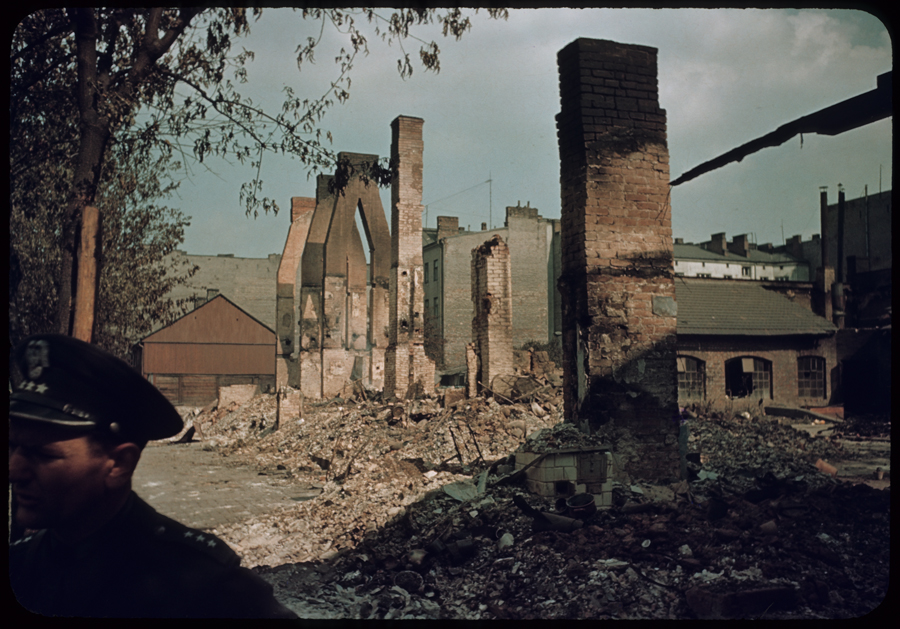
وارسو بعد القصف الألماني في سبتمبر 1939
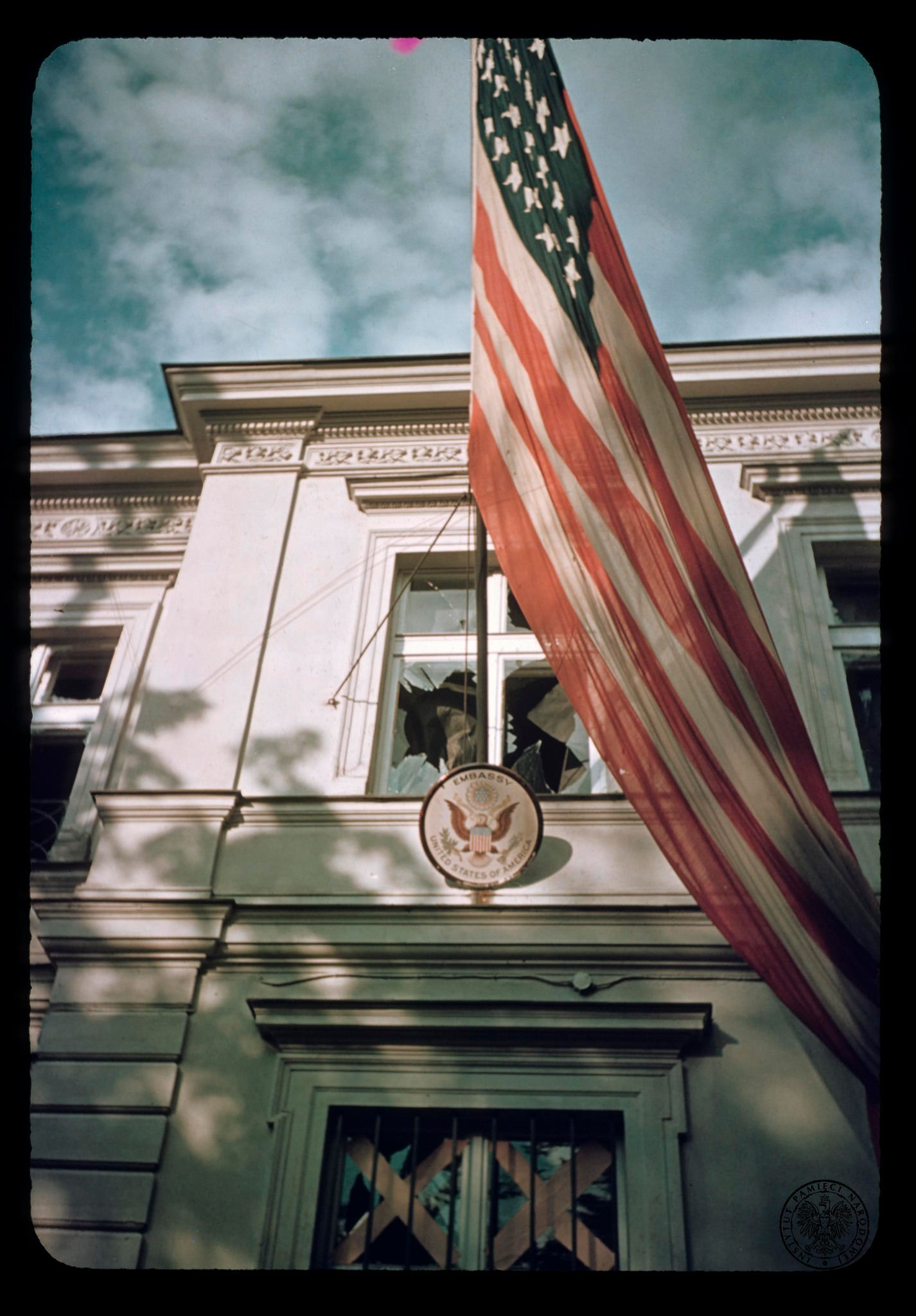
السفارة الأمريكية في وارسو خلال الغارة الجوية الألمانية في عام 1939
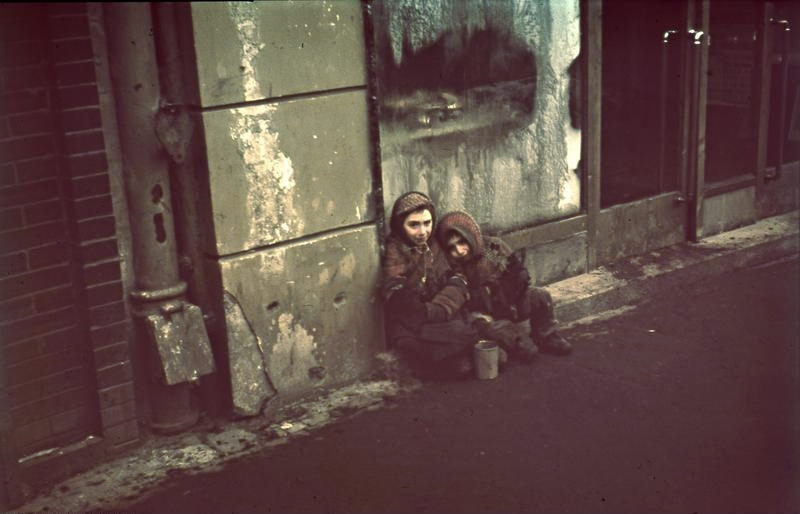
غيتو وارسو 1940-1943
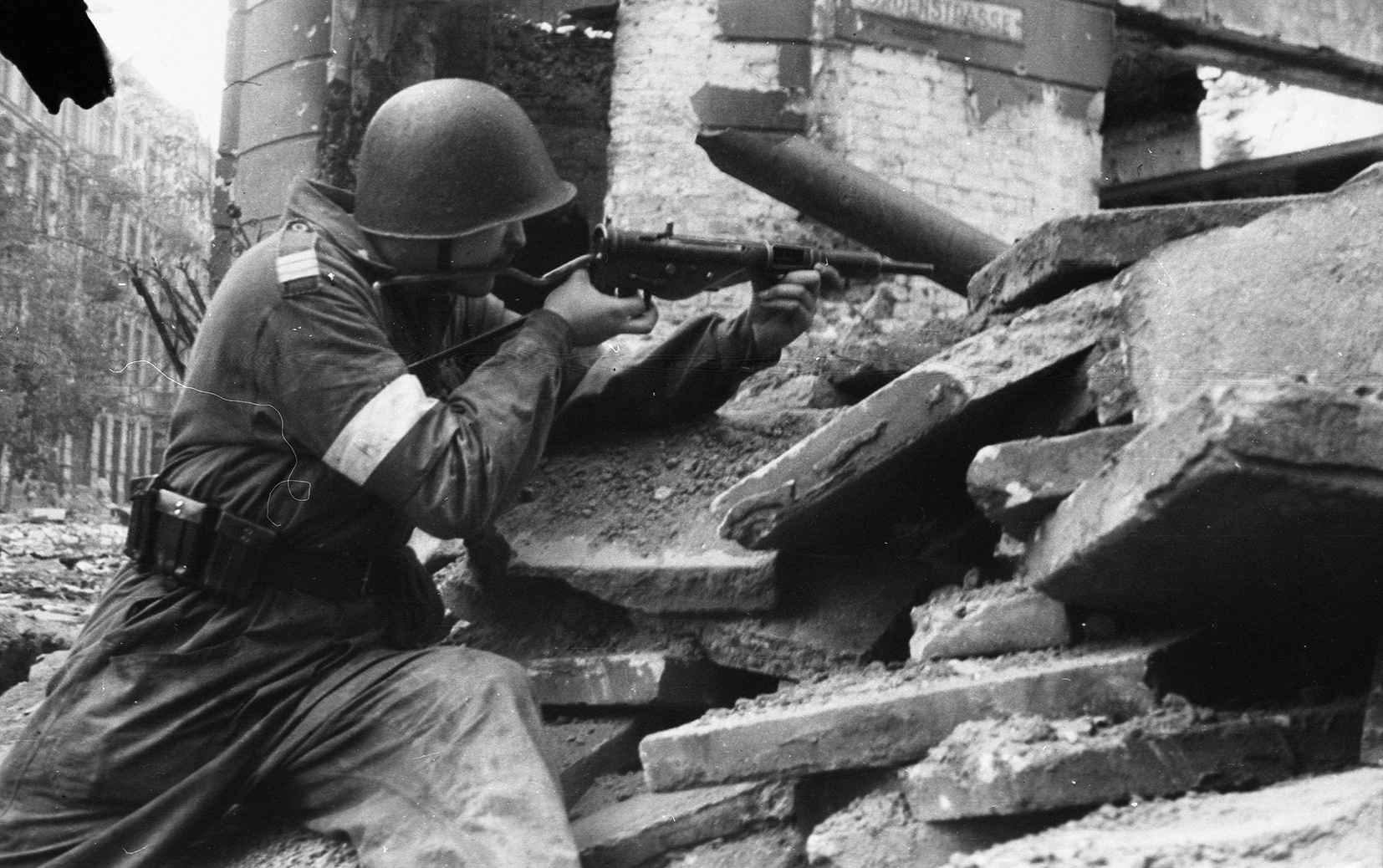
انتفاضة وارسو في عام 1944
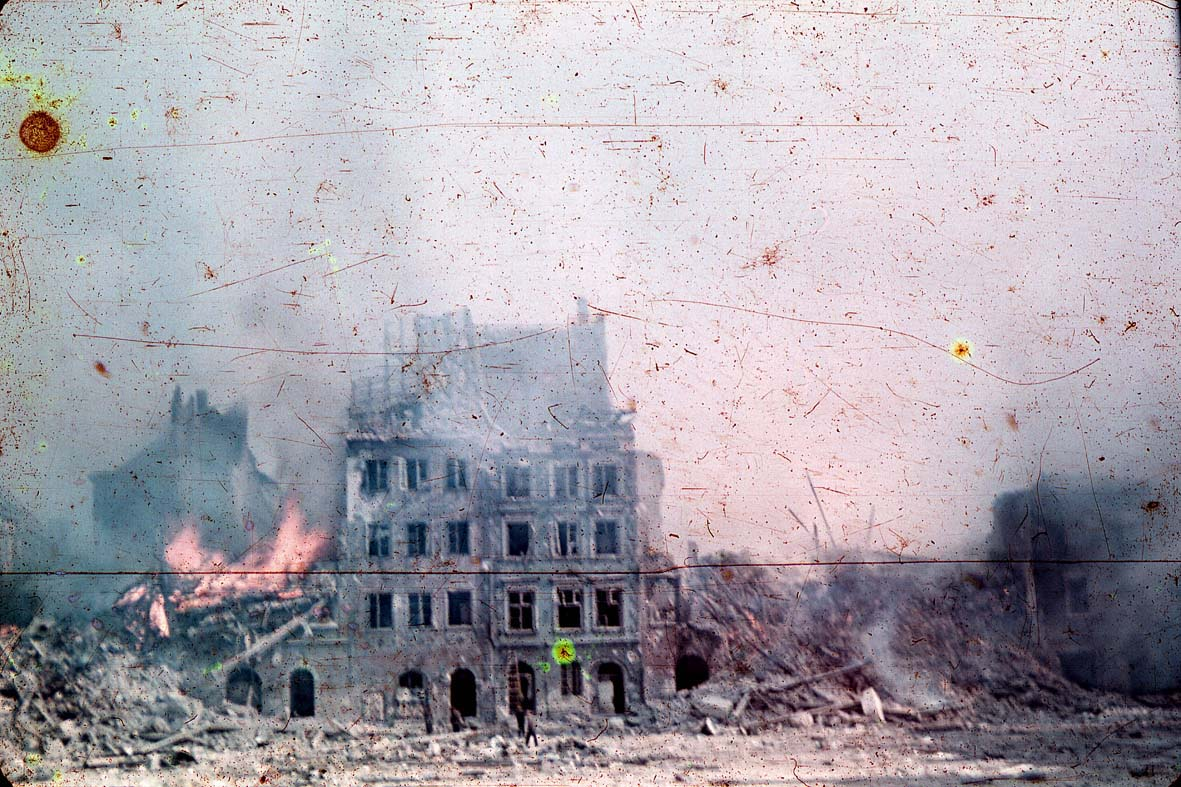
وارسو في عام 1944
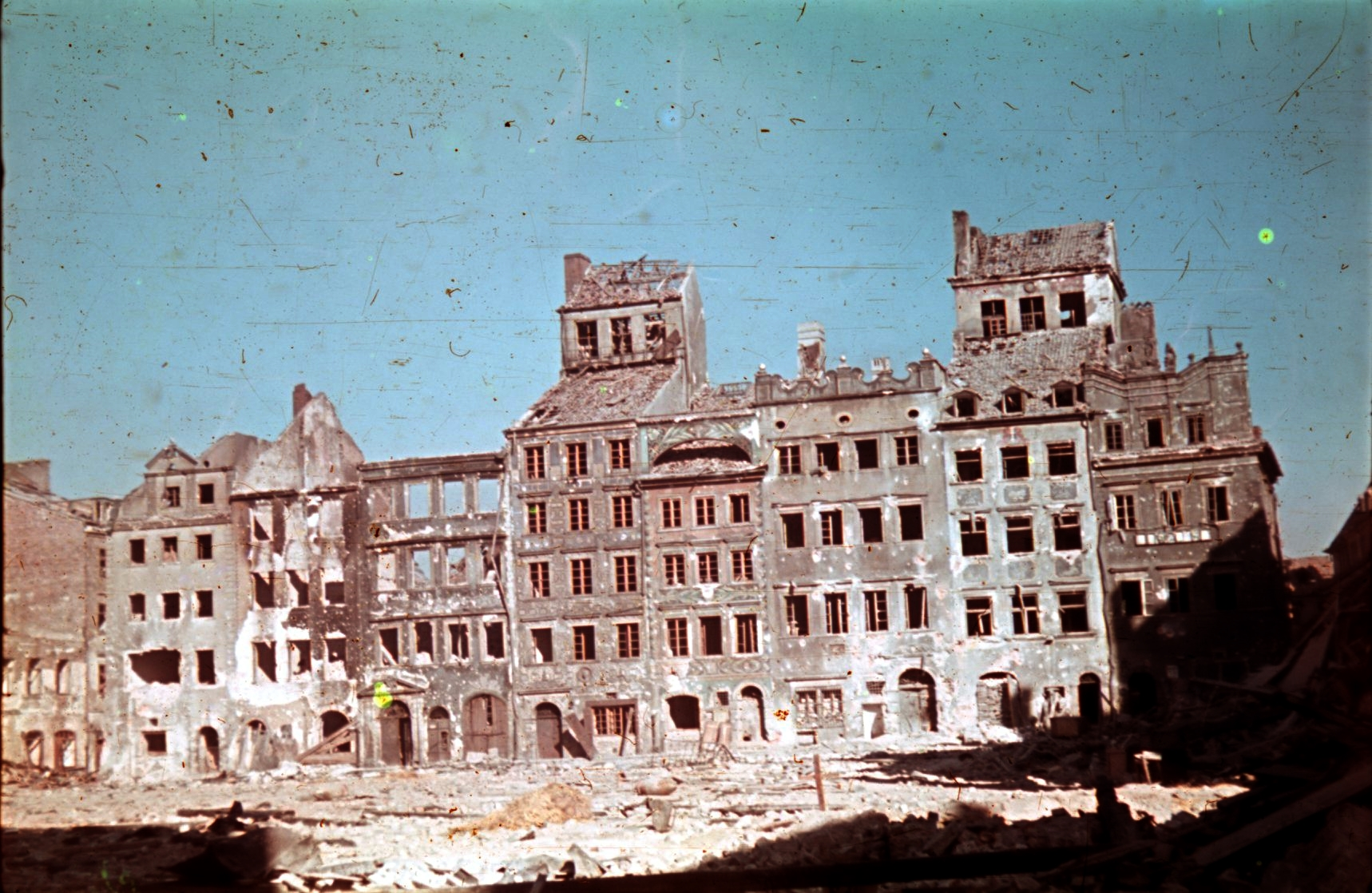
وارسو في عام 1944